# Dragu-Brad
Dragu-Brad falu Romániában, Erdélyben, Hunyad megyében.

## Fekvése
Blezseny mellett fekvő település.

## Története
Dragu-Brad korábban Blezseny része volt. 1956-ban vált külön településsé 72 lakossal. 1966-ban 54, 1977-ben 43, az 1992-es népszámláláskor 13 román lakosa volt, 2008-ban már csak ketten laktak a faluban. 2012-ben egyike volt annak a tizenöt Hunyad megyei falunak, amelyek nem rendelkeztek villamosenergia-ellátással.